# La Chapelle-Villars
La Chapelle-Villars és un municipi francès situat al departament del Loira i a la regió d'Alvèrnia-Roine-Alps. L'any 2007 tenia 533 habitants.

## Demografia

### Població
El 2007 la població de fet de La Chapelle-Villars era de 533 persones. Hi havia 180 famílies de les quals 35 eren unipersonals (27 homes vivint sols i 8 dones vivint soles), 53 parelles sense fills, 84 parelles amb fills i 8 famílies monoparentals amb fills.
La població ha evolucionat segons el següent gràfic:
Habitants censats

### Habitatges
El 2007 hi havia 200 habitatges, 181 eren l'habitatge principal de la família, 15 eren segones residències i 4 estaven desocupats. 194 eren cases i 7 eren apartaments. Dels 181 habitatges principals, 163 estaven ocupats pels seus propietaris, 15 estaven llogats i ocupats pels llogaters i 3 estaven cedits a títol gratuït; 1 tenia dues cambres, 18 en tenien tres, 54 en tenien quatre i 108 en tenien cinc o més. 154 habitatges disposaven pel capbaix d'una plaça de pàrquing. A 60 habitatges hi havia un automòbil i a 109 n'hi havia dos o més.

### Piràmide de població
La piràmide de població per edats i sexe el 2009 era:
| Homes | Edats   | Dones |
| ----- | ------- | ----- |
| 0     | 95 o +  | 0     |
| 0     | 90 a 94 | 0     |
| 4     | 85 a 89 | 0     |
| 0     | 80 a 84 | 0     |
| 4     | 75 a 79 | 0     |
| 8     | 70 a 74 | 20    |
| 4     | 65 a 69 | 0     |
| 0     | 60 a 64 | 4     |
| 12    | 55 a 59 | 12    |
| 8     | 50 a 54 | 4     |
| 24    | 45 a 49 | 12    |
| 8     | 40 a 44 | 12    |
| 20    | 35 a 39 | 12    |
| 16    | 30 a 34 | 24    |
| 12    | 25 a 29 | 12    |
| 0     | 20 a 24 | 4     |
| 4     | 15 a 19 | 12    |
| 24    | 10 a 14 | 28    |
| 36    | 5 a 9   | 8     |
| 16    | 0 a 4   | 8     |

## Economia
El 2007 la població en edat de treballar era de 323 persones, 244 eren actives i 79 eren inactives. De les 244 persones actives 233 estaven ocupades (126 homes i 107 dones) i 11 estaven aturades (4 homes i 7 dones). De les 79 persones inactives 28 estaven jubilades, 23 estaven estudiant i 28 estaven classificades com a «altres inactius».

### Ingressos
El 2009 a La Chapelle-Villars hi havia 180 unitats fiscals que integraven 516 persones, la mediana anual d'ingressos fiscals per persona era de 18.880 €.

### Activitats econòmiques
Dels 14 establiments que hi havia el 2007, 1 era d'una empresa alimentària, 8 d'empreses de construcció, 1 d'una empresa de comerç i reparació d'automòbils, 1 d'una empresa d'hostatgeria i restauració, 1 d'una empresa d'informació i comunicació, 1 d'una empresa immobiliària i 1 d'una entitat de l'administració pública.
Dels 8 establiments de servei als particulars que hi havia el 2009, 2 eren paletes, 1 lampisteria, 3 electricistes, 1 empresa de construcció i 1 restaurant.
L'únic establiment comercial que hi havia el 2009 era una carnisseria.
L'any 2000 a La Chapelle-Villars hi havia 23 explotacions agrícoles que ocupaven un total de 152 hectàrees.

## Equipaments sanitaris i escolars
El 2009 hi havia una escola elemental integrada dins d'un grup escolar amb les comunes properes formant una escola dispersa.

## Poblacions més properes
El següent diagrama mostra les poblacions més properes.